# Âm Chất Văn
Văn Xương Đế Quân Âm Chất Văn (chữ Hán: 文昌帝君陰騭文), thường được gọi tắt là Âm Chất Văn (陰騭文), là một thiện thư (sách khuyến thiện) của Đạo giáo, tương truyền xuất hiện từ đời nhà Tống.
Không rõ sách được được du nhập vào Việt Nam và giới nho sĩ đã biết đến tác phẩm Âm Chất Văn tự bao giờ. Nhưng trong kho sách Hán Nôm còn lưu giữ được, có tác phẩm Âm Chất Văn Chú của Lê Quý Đôn (1726-1784) trọn bộ hai quyển. Theo Trần Văn Giáp, bài đề từ của Phan Huy Chú trong tác phẩm này cho biết Lê Quý Đôn chú giải Âm Chất Văn dựa theo hai bộ sách: Đan Quế Tịch của Hoàng Chính Nguyên năm Càn Long 26 (1761) và Âm Chất Văn Chú (hai quyển) của Tống Tư Nhân năm Càn Long 41 (1776). Hai bản Âm Chất Văn Chú của Lê Quý Đôn mà hiện nay còn giữ được đã khắc in năm Minh Mạng 20 (1839) và năm Tự Đức 16 (1863); in và trữ tại đền Ngọc Sơn. Ngoài ra còn có Âm Chất Văn Diễn Ca của Lê Quý Thận (cháu của Lê Quý Đôn, rể của Phan Huy Ích).
Trong cụm từ "âm chất", "chất" là ấn định và "âm" là âm thầm (chất, định dã; âm, mặc dã). Do đó có nghĩa là Trời âm thầm ấn định và sắp đặt cho dân chúng. Người đời dùng từ "âm chất" như từ "âm đức".
Cuốn sách này phần giảng giải được in ấn trong bộ An Sỹ Toàn Thư quyển thượng và quyển hạ. Được Ấn Quang Đại Sư giới thiệu và tán thán là bộ kỳ thư khuyến thiện, có thể giúp đỡ thế đạo nhân tâm con người. Ngài in ấn và lưu thông với số lượng rất nhiều. 